# 히사토 리에
히사토 리에(일본어: 妃里 梨江 ひさと りえ[*], 9월 19일 - )는 전 다카라즈카 가극단 호시구미 여역이다.
가나가와현, 시라유리가쿠엔 중학교 출신이다. 키 162cm, 애칭은 "미코", "쿠미코"이다.

## 약력
- 1993년, 다카라즈카 음악학교에 입학. 동기생으로는 마토부 세이 (전 하나구미 톱스타), 야마토 유우가 (전 소라구미 톱스타), 후즈키 미요 (전 하나구미 톱여역), 마이카제 리라 (전 유키구미 톱여역) 등이 있다.
- 1995년 3월, 다카라즈카 가극단 81기생으로 입단. 입단 당시 성적은 41명 중 24등. 『국경 없는 지도』으로 초무대. 같은 해 5월 1일자로 호시구미에 배속,
- 1997년, 『진정한 군상』으로 신인공연 첫 히로인.
- 1997년, 『새벽의 천사들』로 바우홀 공연 첫 히로인.
- 2000년 9월 17일, 『황금 파라오／미려한 고양이』 도쿄 공연 천추락을 기해 다카라즈카 가극단을 퇴단.

## 퇴단 후 주요 활동

### 드라마
- 『사랑과 청춘의 다카라즈카』 (2002년 1월, 후지테레비 계) 로쿠죠 아사미(六条朝美) 役

## 같이 보기
- 카나가와현 출신 인물 목록
- 아사지 사키 (히사토 입단 당시 호시구미 톱스타)